# Куче с блог
„Куче с блог“ е американски ситком, чиято премира в САЩ се състои на 12 октомври 2012 г., a в България се излъчва от 6 април 2013 г.

## Излъчване
| Сезон | Сезон | Епизоди | Начало на сезона  | Край на сезона    |
| ----- | ----- | ------- | ----------------- | ----------------- |
|       | 1     | 22      | 12 октомври 2012  | 25 август 2013    |
|       | 2     | 24      | 20 септември 2013 | 12 септември 2014 |
|       | 3     | 23      | 26 септември 2014 | 25 септември 2015 |

## Сюжет
Ейвъри Дженингс (Genevieve Hannelius) и Тайлър Джеймс (Blake Michael) са доведени сестра и брат от Пасадена, Калифорния, които в началото се карат, но споровете им приключват в първия епизод. Децата Ейвъри, Тайлър и Клои (Francesca Calaldi) са изправени пред изпитание, когато разбират, че новото им куче на име Стан може да говори. Без знанието на семейството Стан има блог, който той използва да обсъжда случващите се неща в новото му семейство. Децата разбират способността на Стан да говори в първия епизод и решават да я запазят в тайна от родителите им, опасявайки се, че ако светът разбере за умението на Стан, той ще бъде подложен на експерименти.
Но в последния епизод на 3 сезон родителите на Ейвъри, Клои и Тайлър разбират, че Стан може да говори. След това идват хора които да го изследват, затова той обявява по телевизията, че може да говори, за да знаят всички, че той е говорещо куче и да не го затварят, за да го изследват, заедно с децата му. В края на епизода той става известен, дори участва в сериал и заживява като говорещо куче, без да пази повече тази тайна. И това е краят на сериала.

## Герои
- Ейвъри Дженингс е високо интелигентна, трудолюбива, 13-годишна, доведена сестра на Тайлър и полусестра на Клоуи.
- Тайлър Джеймс е популярен в училище, 16-годишен, доведен брат на Ейвъри, полубрат на Клоуи.
- Клоуи Джеймс е 7-годишна, полусестра на Тайлър и Ейвъри. Тя е наивна, сладка, с много развито въображение и понякога прави луди неща.
- Елън Дженингс е майката на Ейвъри и Клоуи и доведената майка на Тайлър. Тя не обича кучета, но впоследствие започва да се разбира със Стан. Тя е известна също и с това, че не може да готви.
- Бенет Джеймс е бащата на Тайлър и Клоуи и доведения баща на Ейвъри. Той е детски психолог.

## В България
В България започва излъчване на 6 април 2013 г. по Disney Channel. Дублажът в първи сезон е на студио Доли, а втори и трети сезон дублажът е нахсинхронен на Александра Аудио. В него участват Светлана Смолева, Александър Воронов, Явор Караиванов, Мартин Герасков, Петър Бонев (който и режисира озвучаването), Мина Зехирова, Мими Йорданова, Михаела Маринова, Иван Петков, Росен Русев и други.